# EPrix de São Paulo
O ePrix de São Paulo é uma corrida da Fórmula E que ocorreu pela primeira vez em São Paulo, Brasil no dia 25 de março de 2023.

## História
Na primeira temporada, houve planos para uma corrida no Rio de Janeiro, mas ela não ocorreu devido a problemas técnicos. Anos depois, Lucas di Grassi planejou um circuito no Parque do Ibirapuera, mas mudanças políticas o impossibilitaram. Na terceira vez, existiram planos de trazer a FE durante a temporada de 2017–18, mas um acordo só foi alcançado entre a Prefeitura de São Paulo e a FE em 30 de abril de 2022. O contrato tem uma duração de 5 anos, com a possibilidade de extensão por outros cinco. Ele foi ratificado e confirmado pela FIA no dia 29 de junho, e oficializado no dia 13 de outubro de 2022.
A pista tem 3,5 quilômetros e usa boa parte do Circuito do Anhembi, originalmente usado pela Fórmula Indy entre 2010-13. A largada ocorre dentro do Sambódromo do Anhembi.
As duas primeiras provas foram realizadas no mês de março. Na temporada 2024–25, o ePrix de São Paulo passou a ser a rodada de abertura do campeonato, sendo realizado em dezembro de 2024.

## Resultados
| Edição          | Edição              | Pista               | Vencedor    | Segundo                | Terceiro       | Pole position     | Volta mais rápida | Ref.   |
| --------------- | ------------------- | ------------------- | ----------- | ---------------------- | -------------- | ----------------- | ----------------- | ------ |
| 2023            | Circuito do Anhembi | Circuito do Anhembi | Mitch Evans | Nick Cassidy           | Sam Bird       | Stoffel Vandoorne | Sam Bird          | [ 17 ] |
| 2024 (março)    | Circuito do Anhembi | Circuito do Anhembi | Sam Bird    | Mitch Evans            | Oliver Rowland | Pascal Wehrlein   | Nyck de Vries     | [ 18 ] |
| 2024 (dezembro) | Circuito do Anhembi | Circuito do Anhembi | Mitch Evans | António Félix da Costa | Taylor Barnard | Pascal Wehrlein   | David Beckmann    | [ 19 ] |
| 2025            | Circuito do Anhembi | Circuito do Anhembi |             |                        |                |                   |                   |        |
| 2026            | Circuito do Anhembi | Circuito do Anhembi |             |                        |                |                   |                   |        |